# Gil Ngomo
Gilles « Gil » Ngomo est un footballeur international camerounais, né le 23 février 1987 à Yaoundé. Il joue au poste de milieu de terrain.

## Biographie
Né le 23 février 1987 à Yaoundé, Gil Michée Ngomo commence la pratique du football dans sa ville natale en 1999 au sein du centre de formation du Vogt Athletic Club. En 2002, il rejoint la Foudre sportive d'Akonolinga avant de retourner, trois ans plus tard, en 2005 à Yaoundé en intégrant l'équipe Impôts Football Club. Douze mois après, il signe chez le grand club camerounais du Canon Yaoundé dans lequel il passe deux saisons avant de s'expatrier en Algérie en 2008, à l'âge de 21 ans, en rejoignant l'AS Khroub, alors club de première division.
Gil Ngomo reçoit une sélection en équipe du Cameroun lors de l'année 2012.
Avec le club algérien du CS Constantine, il participe à la Coupe de la confédération.

## Statistiques
| Saison                | Club                  | Championnat           | Championnat | Championnat | Coupe(s) nationale(s) | Coupe(s) nationale(s) | Compétition(s) continentale(s) | Compétition(s) continentale(s) | Compétition(s) continentale(s) | Total | Total |
| Saison                | Club                  | Division              | M.          | B.          | M.                    | B.                    | Comp.                          | M.                             | B.                             | M.    | B.    |
| 2008-2009             | AS Khroub             | 1                     | 28          | 3           | 1                     | 0                     | -                              | -                              | -                              | 29    | 3     |
| 2009-2010             | AS Khroub             | 1                     | 31          | 1           | 0                     | 0                     | -                              | -                              | -                              | 31    | 1     |
| 2010-2011             | AS Khroub             | 1                     | 28          | 4           | 1                     | 0                     | -                              | -                              | -                              | 29    | 4     |
| 2011-2012             | CS Constantine        | 1                     | 26          | 2           | 4                     | 0                     | -                              | -                              | -                              | 30    | 2     |
| 2012-2013             | CS Constantine        | 1                     | 21          | 0           | 3                     | 0                     | -                              | -                              | -                              | 24    | 0     |
| 2013-2014             | CS Constantine        | 1                     | 21          | 0           | 3                     | 0                     | C3                             | 5                              | 0                              | 29    | 0     |
| 2014-2015             | CR Belouizdad         | 1                     | 27          | 1           | 2                     | 0                     | -                              | -                              | -                              | 29    | 1     |
| 2015-2016             | CR Belouizdad         | 1                     | 29          | 2           | 2                     | 0                     | -                              | -                              | -                              | 31    | 2     |
| Total sur la carrière | Total sur la carrière | Total sur la carrière | 211         | 13          | 16                    | 0                     | -                              | 5                              | 0                              | 232   | 13    |